# Svenska fruntimmersskolan i Helsingfors
Svenska fruntimmersskolan i Helsingfors (även kallad Bullan) var en svenskspråkig flickskola i Helsingfors 1844–1974. Skolan bytte namn till Svenska flicklyceet i Helsingfors år 1919. År 1974 avvecklades skolan och den bildade en samskola tillsammans med pojklyceet Svenska normallyceum.

## Historia

### Bakgrund
Svenska fruntimmersskolan grundades av myndigheterna som en statsägd skola 1843. Skolan invigdes 1844 av Johan Ludvig Runeberg, samma år som sin motsvarighet i Åbo Svenska fruntimmersskolan i Åbo. Skolans första föreståndare var Amelia Ertmann som hade fått sin utbildning vid Fruntimmersskolan i Viborg.
Skolorna var resultatet av en debatt om kvinnors utbildning i Finland, där Jakob Tengström redan 1793 i Åbo Tidningar hade kritiserat den ytliga bildningen vid de mamsellskolor som då var de enda skolor öppna för flickor, och som normalt erbjöd en tvåårig bildning i franska, handarbete och musik. I Helsingfors ersatte Svenska fruntimmersskolan Sara Wacklins pension, samt Odert Gripenberg flickskola, som kallats den första egentliga flickskolan i Finland, båda från 1835. Friherrinnan von Rosens flickpension (1838–1844) betraktas också som en föregångare till skolan.
Skolans syfte var att undervisa "döttrar till bildade föräldrar" i de kunskaper som då ansågs lämpliga för kvinnor.

### Svenska fruntimmersskolan i Helsingfors 1844–1919
Skolan grundades 1844 vid Alexandersgatan 8 där den verkade 1844–1885. År 1885 flyttade skolan till Bulevarden 18 från vilket smeknamnet Bullan uppstod.
Skolan var först tvåklassig, och från 1856 fyraklassig. Från 1885 fanns det fem egentliga klasser och två förberedande.
År 1875 grundades det treklassiga Svenska fortbildningsläroverket i Helsingfors som fungerade till år 1926.
Mellan 1868 och 1886 verkade ett privat seminarium för kvinnliga lärare vid skolan.

### Svenska flicklycet i Helsingfors 1919–1974
År 1919 omvandlades skolan till ett nioklassigt flicklyceum och fick namnet Svenska flicklycet i Helsingfors. Skolan fortsatte fungera vid Bulevarden 18.
År 1929 blev skolan ett dubbellyceum.
År 1974 avvecklades flickskolan då det slogs samman med det svenskspråkiga pojklyceet Svenska normallyceum och blev ett dubbellyceum eller dubbelsamlyceym för båda könen.

### Skolbyggnaden vid Bulevarden 18

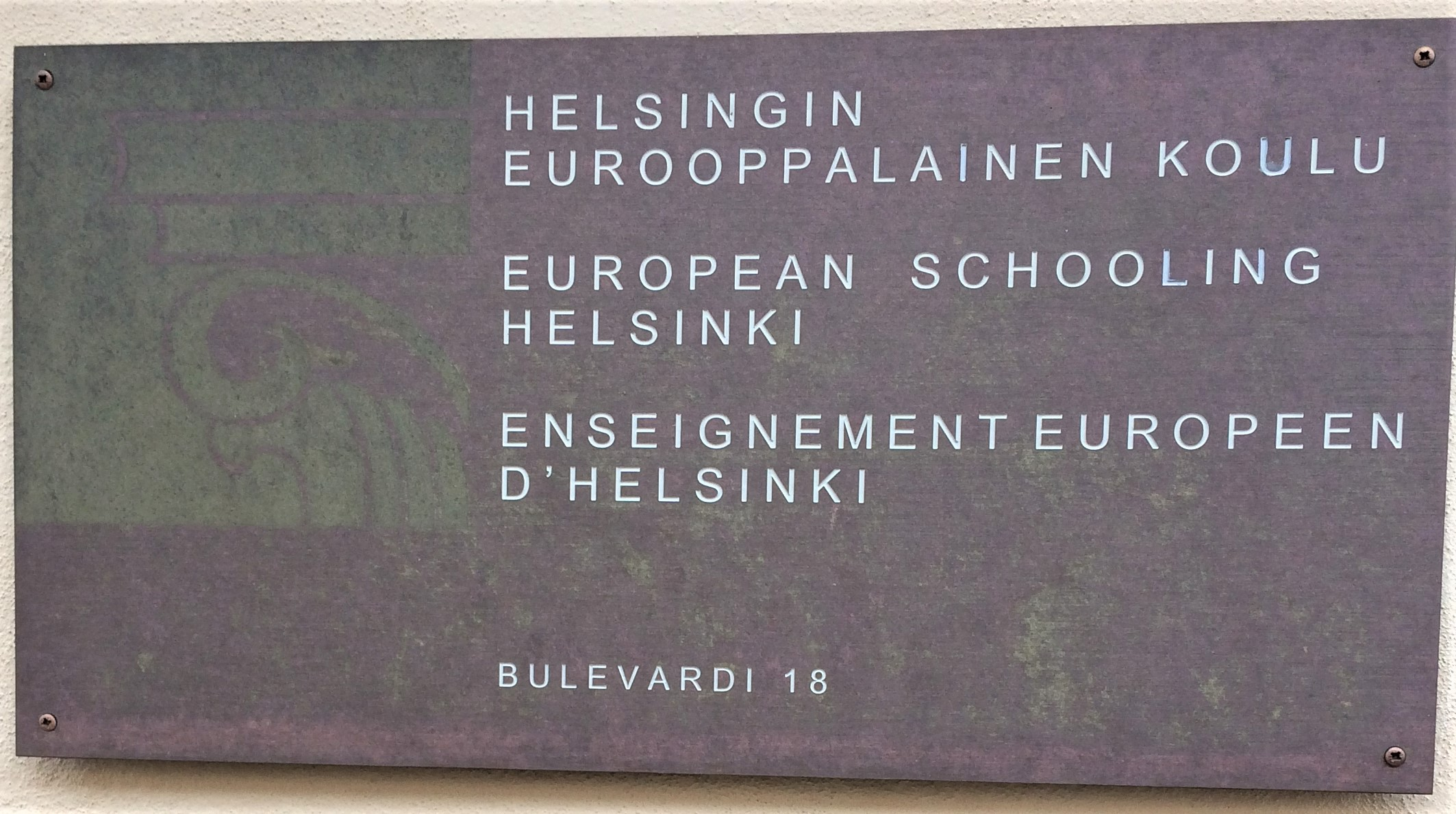
European School of Helsinki

Skolbyggnaden vid Bulevarden 18 byggdes 1884–1885 och ritades av Ludvid Isak Lindqvist. Byggnaden utvidgades 1914–1915 enligt ritningar av Jac Ahrenberg.
Efter att skolan flyttat bort från Bulevarden användes skolhuset flera år av den pedagogiska fakulteten vid Helsingfors universitet.
Sedan 2019 inhyser skolbyggnaden vid Bulevarden 18 European School of Helsinki.

## Rektorer
- 1844–1863 Amalia Ertman
- 1865–1898 Elisabeth Blomqvist
- 1898–1914  Alma Langhoff
- 1915, 1917–1930  Hedvig Estlander
- 1930–1958  Margareta Chydenius
- 1958–     Rigmor Palmroth
- Clara Granberg
- Dagny Lundberg
- –1974  Brita Janson

## Kända lärare
- Naima Jakobson, författare
- Gunnar Marklund, botaniker
- Karin Westman, skolledare
- Antti Jalava, språklärare och översättare

## Kända alumner
- Anna Edelhein, Finlands första journalist
- Hanna Ongelin, författare, kvinnosakskvinna
- Aline Pipping, översättare
- Elsa Snellman, konstnär
- Ellen Thesleff, målare
- Maria Wiik, målare
- Sylvelin Långholm, operasångerska
- Merete Mazzarella, författare, professor

## Publikationer om skolan
- Svenska Fruntimmersskolan. Svenska Flicklyceet i Helsingfors. Festskrift Utgiven Till Hundraårsjubileet November 1945. (Redaktionskommitté: Inga Lindholm, Alfhild Fogde, G. Filip Janson, Gunnar Marklund. Historisk Översikt Av Ernst Lundström.) [With Illustrations.]
- Siegberg, Arthur: Den högre kvinnobildningen i Finland, dess utveckling och mål., W. C. Fabritius & Sonner, Kr.a.